# Sociedad Deportiva Erandio Club
La Sociedad Deportiva Erandio Club es un club de fútbol del País Vasco, de la ciudad de Erandio en Vizcaya (España). Fue fundado oficialmente en 1915 y juega actualmente en la División de Honor de Vizcaya. Es un club que ha jugado en dos ocasiones en la Segunda División de España.

## Historia
Hablar del Erandio es hablar de un club tradicional dentro y fuera de Vizcaya. El club de colores blanco y azul es uno de los pocos en la provincia cuyo nombre ha llegado a figurar en la selecta lista de campeones en el Estado español, a pesar de que sus mejores épocas quedaron atrás en el tiempo, en los años 30 y 40 y primeros del 50. Sin embargo, siempre dentro de los parámetros de un club muy modesto. Una de las características primordiales del Erandio se constituye y se fundamenta en el hecho de qué, todos cuantos equipos ha tenido fueron siempre formados por jugadores aficionados.
Su palmarés deportivo es envidiable y no lo es menos la lista de jugadores que, partiendo de sus filas, llegaron a actuar en Primera División.
El Athletic Club puede dar buena fe de ello: Juanín, Ipiña, Pitxi Garizurieta, Arqueta, Zarra, Venancio, Jesús Garay, José Luis Bilbao "Bala Negra", Higinio Ortúzar, Alejandro Bilbao y Sertutxa defendieron la elástica rojiblanca en diferentes etapas.
Otros jugadores, como Juan Ramón y Basauri (Valencia), Terín Álvarez (Rácing), Lorenzo Fernández Learra Lorín (Rácing, Zaragoza, Mompelier y Nimes 1.ª división francesa; luego entreno y jugó en el Bañols de la 3.ª división), J.L. Pérez Tokilla (Oviedo y Deportivo), Pedro María Herrera (Salamanca, Celta y Zaragoza), Toni Gorriaran (Oviedo y Alavés) y Savin Bilbao (Deportivo de la Coruña) forman también parte de la inestimable aportación del Erandio a la élite del fútbol.

### Inicios del Erandio Club
En el pueblo de Erandio se practicaba el fútbol, que, según dice la historia, lo trajeron los ingleses, que vinieron como técnicos a desarrollar la industria minera de Vizcaya
De acuerdo con las versiones de los más viejos del lugar, el equipo del Erandio se fundó, sin estar oficialmente federado, entre los años de 1913 y 14, y parece ser que en el 2 de enero de 1915 es cuando se federa.
Curiosamente no existen datos ni en el Club ni tampoco en la Federación Vizcaína de Fútbol de la fecha exacta como equipo federado.
En dichos años, de 1913, 14 y 15, con jugadores de los equipos “Ya Veremos” y “Aurrera” es cuando realmente se funda lo que hoy se denomina S.D. Erandio Club. El uniforme erandiotarra era una camiseta blanquiazul a rayas verticales y calzón negro.
Toma parte en el campeonato que organiza la Federación Infantil Bilbaína y consigue el título de campeón, con una hermosa y preciada copa. Fueron los artífices de esta victoria: Pereira, Duñabeitia, Alonso, Aguirre, Pérez, Aguirre, Resano, Martín, Segura, Sasieta, Gerico.
Aquel éxito animó la afición en el pueblo. Se formó una junta Directiva, cuyo presidente fue don Basilio de Lores. Al año siguiente (1915), el Erandio Club milita en la Regional del Norte, en Segunda Categoría, hasta 1918. Ya llevaba tres años federado. Componían el equipo: Urquijo, Juanín, Martín, Ozárniz, Cabia, De la Hera, Sasieta, Aguirre, Ayo y Lucio.
Ya en 1916, el Erandio Club jugaba en Lamiaco y lo siguió haciendo hasta que se cerró el campo. Fue entonces cuando la Directiva solicitó de don Laureano Jado los terrenos denominados del «Machaqueo», junto a la carretera general de Bilbao a Las Arenas y próximo al ferrocarril. Las características de este campo indican que tiene su terreno de juego 104 metros de largo por 65,50 de ancho, y con una capacidad para 9.000 espectadores, más que suficiente para las necesidades del Club.
Fue un esfuerzo de colaboración de muchos brazos: directiva, socios y simpatizantes. Un adecentamiento cuyos trabajos se realizaron hasta de noche. En 1917 se valló el campo, y se estableció la Sociedad en el primer piso del «Café de Roque».
Aquel campo sí requería mejoras. Estaba sin tapiar y el terreno se hallaba en mal estado. Fueron el Athletic de Bilbao y el Deusto quienes le cedieron sus campos al Erandio para seguir jugando en la «Serie A».
Era 1918. El señor Jado - de nuevo - accede a tapiar el campo. Componían la directiva: Santiago Vidarte, como presidente; Miguel Duñabeitia, Félix Amade, Ángel Ballarín, Crisanto Zuazo, Ramiro Cruza y otros. Nacía ya el Campo de Ategorri (Viejo Ategorri) que significa puerta roja.
Desde el año 1922 al 1927 son tiempos difíciles para el Erandio Club. Crisis económicas, bajas en el equipo... Se descendió a la categoría «B». Pero en la temporada 1929-30 remonta vuelo y se alza en campeón. Formaban el equipo: Garay, Amallobieta, Arqueta, Ortuondo, Nieva, Lequerica, Gutiérrez, Cassi, Trillo, Lizaso, Iriondo, Zárraga, Juan Ramón.
En 1932 se proclama subcampeón de España amateur, perdiendo por 3-0 contra el Imperio de Madrid en el campo de Chamartín.
Coge el Erandio Club nuevo pulso y se proclama en 1931 campeón de Vizcaya amateur. Vuelve a ser campeón de España amateur (y cabría decirlo en mayúsculas) en 1933. Se ganó al Sevilla en Barcelona, en el estadio de Montjuic; era el 25 de junio. Formaron el equipo campeón: Leicea, Arrizabalaga, Inchalo, Simón, Berinkua, Gonzalo, Barroeta, Lucio, Iriondo, Ipiña, Díaz de la Campa.
El Erandio se proclama campeón de Vizcaya en los años 1933, 34 y 35. Va a lo campeón en amateur.
Después de la Guerra Civil, el Erandio fue encuadrado en uno de los numerosos grupos en los que se dividió la Segunda división española en la temporada 1939-40. El Erandio fue sexto en su grupo, pero la reestructuración de la categoría dejó al Erandio fuera de la misma a final de temporada. La reconstrucción del club tras la guerra civil atrajo hasta Erandio a muchos jóvenes jugadores surgidos del anonimato, aunque algunos de ellos alcanzarían la fama en muy poco tiempo. En aquel equipo jovencísimo de la postguerra sobresalió un joven delantero de 18 años natural del barrio de Asúa de Erandio que con sus sensacionales actuaciones en el puesto de ariete llamaron pronto la atención de un Athletic Club, inmerso también en la recomposición de su diezmada plantilla y, tras unas rápidas negociaciones, fue rápidamente fichado por el Athletic Club de Bilbao. Su nombre era Pedro Telmo Zarraonandia, Zarra, y se convertiría con el paso de los años en el máximo goleador de la historia de la Liga española de fútbol.
El Erandio repite en la temporada 1941-42 como campeón de la Copa Vizcaya.
En la siguiente (1942-43) hace el «doblete» y consigue ser campeón de Vizcaya amateur y campeón de la Copa Vizcaya. y, de nuevo, en la temporada 1943-44 es campeón de Vizcaya amateur.
En 1944 el Erandio se proclamó campeón de la Tercera división española con Ares, Martín, Chiqui, Madariaga, Pichi, Dámaso, Venancio (Otra futura gloria del Ahletic), Aguirregoitia, Bilbao y Urgoiti. Era presidente Humberto de Guezuraga, pero no logró el ascenso.
Finalmente, tras varias temporadas rozando el ascenso, el Erandio alcanzó el mayor éxito de su historia al lograr en 1949 el ascenso a la Segunda división española. Los erandiotarras se mantuvieron una única temporada en la división de plata (1949-50) donde se codearon con muchos equipos históricos (Osasuna, Racing de Santander, Sporting de Gijón o Real Zaragoza entre ellos). El descenso se consumó esa misma temporada al ocupar la 14.ª plaza
Al término de la temporada se desahucia el campo y desaparece el histórico Ategorri con profundo dolor del pueblo y seguidores.

### Peregrinación del Erandio
El Erandio tiene que jugar en campos prestados: Leorbaso, Ibaiondo, Echévarri, Lasesarre, San Ignacio, Garellano...
Es de destacar el pundonor y tesón de sus directivos, socios y simpatizantes, sin cuyo esfuerzo y apoyo no hubiese subsistido.
Cabe resaltar entre otros abnegados directivos, la gran labor de don Damián Zabaleta ya fallecido presidente de honor, cuya colaboración activa y positiva en todas las vicisitudes del Club resultó de gran valía.
Durante este peregrinaje, el equipo base del Erandio, Txorierri Frimotor, quedó Campeón de Vizcaya en la temporada 1956-57, y en la misma logró llegar a subcampeón de España, perdiendo contra el Murcia.
En 1965 se celebraron las Bodas de Oro del Erandio. Hubo innumerables festejos, descollando el partido que se jugó en San Mamés con el Athletic de Bilbao. Era presidente del Erandio el entusiasta don José María Fruniz.

### Nuevo Ategorri
El Erandio Club se queda sin campo el año 1950.
Hay que hacer grato recuerdo a los hombres que con su esfuerzo personal, sin límites, pudieron conseguir los terrenos para hacer factible el nuevo campo.
Se comenzó con la famosa tómbola que, año tras año, se montaba en la plaza del pueblo, durante las fiestas de San Agustín. Con el dinero obtenido y a través de una junta General al efecto, mediante unas acciones de 10 000 pesetas se adquirieron unos terrenos que, posteriormente, fueron vendidos. Con dicho importe se compraron otros que por su desnivel necesitaban de relleno.
Después de muchas dificultades, Ategorri abría sus puertas el día 13 de octubre de 1967.
Si por alguna cualidad destaca el campo de Ategorri es por su excelente drenaje, que posibilita, incluso en las épocas de más intensas lluvias, que el terreno de juego presente un más que aceptable estado para la práctica del fútbol. Mediante la aportación económica de un grupo de directivos de la entidad erandiotarra, adquirió una vaguada en el terreno donde se ubica el actual Ategorri. Para rellenar la vaguada, el Erandio tuvo que pagar una cantidad de dinero por cada camión que descargaba la piedra, tipo pizarra, que se utilizaba para el relleno. Puede decirse que aquella cantidad fue una acertada inversión de futuro, puesto que la pizarra hace que, cuando llueve, el terreno de juego absorba el agua de una manera excepcional. Si este es un motivo que hace que el club albiazul se enorgullezca de su feudo, otro no menos importante es que el Erandio era uno de los cinco equipos de Vizcaya propietario de sus campos, junto a Athletic Club, Baskonia, Abanto y Galea.
Por el coste que tuvo el campo se creó una bilbainada popular:

" Viva Erandio, viva Erandio 

vivan los erandiotarras 

Viva el Campo de Ategorri 

que vale una millonada 

viva Erandio, viva Erandio..."
Erandio Club

El nuevo Ategorri se estrenaba con un encuentro amistoso con el Athletic de Bilbao, siendo presidente don José María Frúniz.
Hasta esa fecha el Erandio Club ha usado estos campos para sus partidos: 
- Campo de Lamiako, Lejona (1915-1917)
- Estadio de San Mamés, Bilbao (1917-1918)
- Campo de Ategorri (Viejo) Erandio (1918-1950)
- Campo de San Ignacio, Bilbao (1950-1952)
- Campo de Leorbaso, Bilbao (1952-1955)
- Campo de Lasesarre, Baracaldo (1955-1960)
- Campo de la Universidad, Bilbao (1960-1962)
- Campo de Garellano, Bilbao (1962-1967)
- Campo de Ategorri (Nuevo) Erandio (1967- )

Cabe destacar que en el año 1968, bajo la presidencia de don José María Mesa, un corrimiento de tierras obligó a reconstruir el campo, ampliándose entonces sus dimensiones en veinte metros de largo y teniendo que volver a peregrinar entretanto al campo de San Ignacio.
Dadas las características modestas del Club, cabe destacar la gran labor de aquel pucelano, Genaro, que colaboró de forma callada, desinteresada, como si fuera un erandiotarra de pro, en los trabajos de remodelación del campo.
El año 1970, siendo presidente don Imanol Azcarate, se construye la cervecera (con servicio de bar) dentro de las instalaciones, lugar desde el cual se observa una maravillosa vista de la ría.
El año 1972, con don José María García Iturbe de presidente, se construye la tribuna metálica, en cuya obra colaboran activamente don José María Mesa y don Luis María Zuazo.
Drenaje, tribuna, terreno de juego y más mejoras para Ategorri, aglutinaron mil esfuerzos de otros tantos erandiotarras y simpatizantes del Club.
El Erandio milita en la Regional Preferente desde el año 1969 hasta el 1972. Esta última temporada retorna a Tercera División.
En 1976 se consigue un local para sede social del Club, cercano al paso de nivel.
En las siguientes temporadas, hasta la de 1977, se juega en la Regional Preferente, y el Erandio se alza como campeón de aficionados cinco veces consecutivas.
En la temporada 1980 -1981, el Erandio alcanzó el punto más alto de su historia deportiva logrando el ascenso a Segunda B, después de proclamarse campeón de Tercera División y superar en la promoción al equipo jienense del Martos CD y al leonés de la Ponferradina. Fue aquella una de las campañas más gloriosas del club, tanto por juego como por plantilla, siendo su entrenador el santurtziarra Blas Ziarreta, toda una institución dentro del fútbol en Vizcaya y que ocupó el banquillo del Eibar, en Segunda A.
El séptimo puesto logrado en la temporada de su debut (1981-1982) marcó su mejor clasificación en la nueva categoría. La ilusión inicial dio paso a la cruda realidad: el contraste presupuestario fue mermando las posibilidades de permanencia de un equipo cuya primera parte del declive deportivo culminó con el descenso a Tercera, acaecido en la temporada 1984-1985.

### Tiempo de inestabilidad
Desde 1985 la entidad ha vivido momentos bajos combinando la Tercera división (1985-88/1992-94) y la Regional Preferente (1988-92/1994-), categoría en cuyo equivalente actual (División de Honor de la Regional Vizcaína) se encontraba hasta el año 2007.
En el año 1990, y con Luis María Zuazo como Presidente, celebró su 75 ANIVERSARIO DEL CLUB de forma federativa, dado que, como se ha indicado el Club se fundó en el año 1913, año en que también se fundó la Federación Vizcaína de Fútbol.
La temporada 2006-07 ha descendido a Regional Preferente, que actualmente es una categoría menos que hace unos años.
En el octubre de 2010 hubo una asamblea general extraordinaria, con una muy importante participación, en el que se aprobó un acuerdo de municipalización de todas las propiedades del Club, entre las que destaca el histórico campo de fútbol Ategorri. El motivo de la municipalización es por la ya escasa asistencia de espectadores y por la imposibilidad costear las reparaciones necesarias para el mantenimiento del longevo campo.
El 14/05/2011 el Erandio logró volver a División de Honor después de cuatro campañas ganando 1-4 al Padura.
Tras tres temporadas en División de Honor el Erandio la temporada 2013-2014 queda segundo promocionando contra el Tolosa y San Inazio (Álava) ganando dicha promoción y ocupando la vacante del Laudio descendido por vía administrativa.
El Erandio tras 20 años la temporada 2014-2015 en su centenario compitió en la grupo IV de Tercera División. . En esa misma temporada tras una mala racha de resultados el Erandio Club descendió a División de Honor. Al término de la temporada se jugó un partido de veteranos conmemorativo del centenario del club contra un equipo veterano del Athletic Club. Entre los que se encontraban jugadores como Imanol, Armando, Lakabeg, Casas, Ocio, J. Etxeberria, J. González y Gabilondo. . El 27 de agosto de 2015 el club publicó un libro con la historia de los 100 años del club.
- Vídeo del Centenario en YouTube.
- Vídeo exposición centenario en YouTube.

El 7 de diciembre de 2015 el programa El día después de Canal+ retrasmitió un reportaje del centenario del club. 
- Reportaje "Erandio, 100 Años de Historia" en YouTube.

### La Renovación del Club
Tras pasar unos años de inestabilidad deportiva y económica se inició un plan de renovación del club. Una renovación que moderniza y cimienta el futuro del club con la fuerte apuesta por la cantera.
En el año 2018 se recogió firmas para la renovación y reparación del campo. El ayuntamiento en esos momentos le era inasumible costear la renovación completa del campo por lo que se ha optado por hacer reparaciones menores y dejar el proyecto para más en adelante.
En la temporada 2018/2019 el club publicó una colección de cromos que incluye los futbolistas del primer equipo y de categorías inferiores.
En el 27/12/2018 el club publicó un el libro 'El Erandio Club en la 2.ª Liga, 1939/40 - 1949/50'. Un libro que rememora las dos campañas que el equipo de Ategorri militó en la categoría de plata. Un libro lleno de recuerdos, fotos y anédotas de aquella época.
En el 21/11/2019 el club inaugura la nueva sede social y restaurante 'Erandio Berria Jatetxea' en la calle Jado con vistas a la ria. En la inauguración estuvieron presentes la directiva del Erandio y del Athletic Club, incluida con la presencia del presidente del Athletic Club Aitor Elizegi. Este evento fue filmado y publicado el reportaje en el canal TeleBilbao en 23/11/2019.

## Simbología

### Escudo
En el escudo de Erandio Club contiene en la margen arriba-izquierda un esférico y en la parte de arriba-derecha barras verticales azules y la cruz de San Andrés. En el resto del escudo está cubierto por barras verticales azules inclinadas hacia la derecha y en medio contiene la iniciales de E y C de Erandio Club.

### Mascota
El Erandio Club tiene por mascota a "Kai", que viene del euskera "kaio" que significa  "gaviota". Su aspecto es de una gaviota que lleva una txapela y viste la camiseta titular del Erandio Club.

### Uniforme
La primera equipación consta de una camiseta a franjas azules, pantalón azul y medias azules con ribetes blancos.
En cuanto a la segunda equipación, tradicionalmente ha constado de una camiseta roja con ribetes azul y blanco con pantalón azul y medias azules con ribete blanco.
Actualmente visten una camiseta roja con ribetes blancos en los hombros y cuello con pantalón roja y con medias del mismo color

### Himno
¡Aupa Erandio!, compuesto en 1965 con motivo de las Bodas de Oro Fundacionales de la Sociedad, Pablo Martínez Ibarruri, compuso la letra del himno dedicado al Club. La composición musical fue obra del maestro Rodrigo A. de Santiago. El coro Otxote Txipli Txapla grabaron por primera vez el himno en CD.  
- Himno S.D. Erandio Club (Otxote Txipli-Txapla) en YouTube.

| ¡ AUPA ERANDIO ! |
| --- |
| ¡Alirón, alirón, el Erandio Campeón! ¡Aupa Erandio! tu grito famoso lo lanzamos por plazas y calles. ¡Aupa Erandio! tu grito animoso lleva en sí un impulso triunfal. Él se extiende por montes y valles cabalgando el corcel de tu historia, y pregona tu fama y la gloría de tu juego brioso y genial. ¡Alirón, alirón, el Erandio Campeón! ¡Aupa Erandio! Pon tesón que tus once jugadores ¡Aupa Erandio! por defender tus colores tocaran el alirón. ¡Aupa Erandio! Pon tesón que tus once triunfadores ¡Aupa Erandio! por defenderán tus colores y serás el campeón. ¡Alirón, alirón, el Erandio Campeón! |

El origen de 'Aupa el Erandio'  
¡Aupa el Erandio! Es una expresión utilizada para animar al equipo de fútbol con sede en Ategorri que ha traspasado lo deportivo para convertirse en un dicho de calle. Pero su origen inicial se remonta a la Guerra Civil. Un hombre de derechas iba a ser fusilado por los suyos. Ante el pelotón de fusilamiento no sabía qué gritar pues iba en contra de sus principios decir 'Viva la libertad y la República'. Tampoco chilló 'Viva España' o 'Viva Cristo Rey' porque era el lema de los que le iban a fusilar. Así que optó por gritar 'Viva el Erandio'. Con el tiempo el viva dio paso al aupa y la expresión acabó siendo grito de ánimo del equipo de fútbol local pero también un lema popular del municipio y de gran parte de la provincia.

## Datos del Club

### Estadísticas
- Temporadas en 1.ª: 0
- Temporadas en 2.ª: 2
- Temporadas en 1ª RFEF: 0
- Temporadas en 2.ªB (2ª RFEF): 4
- Temporadas en 3.ª (3ª RFEF): 39
- Temporadas en División de Honor de Vizcaya: 50
- Temporadas en Territorial Preferente de Vizcaya: 10
- Participaciones en el Campeonato de Copa: 12

- Mejor puesto en la liga: 6.º en 2.ª División (temporada 1939/40)
- Peor puesto en la liga: 9.º en Territorial Preferente (temporada 2009/10)
- Mejor clasificación en copa: 16/8 de Final (temporada 1939/40)

- Jugadores importantes: Telmo Zarra, José Luis Bilbao "Bala Negra", Venancio Pérez, Jesús Garay, Sabin Bilbao, Antonio Gorriarán

Nota: Los datos incluyen la temporada 2022/23.

### Campeonato Nacional
- Campeonato de Tercera División de España (1): 1980/81

### Campeonato Regional
- Subcampeón del Campeonato Regional Vizcaíno (1): 1939/40

### Campeonato de Aficionados
- Campeonato de España de Aficionados (1): 1933
- Subcampeón del Campeonato de España de Aficionados (1): 1932
- Campeonato Vizcaíno de Aficionados (14): 1931, 1932, 1933, 1934, 1935, 1942, 1944, 1973, 1974, 1975, 1976, 1977, 1978 y 1979. (Es el club que más veces ha ganado este título)

### Otros Trofeos
- Campeón de Trofeo Ategorri (19): 1981, 1983, 1984, 1986, 1989, 1997, 1998, 1999, 2001, 2003, 2004, 2006, 2010, 2012, 2015, 2016, 2017, 2018, 2022
- Subcampeón del Trofeo Ategorri (19): 1971, 1975, 1978, 1985, 1986, 1988, 1990, 1991, 1992, 1993, 1995, 2000, 2002, 2005, 2007, 2008, 2011, 2019, 2023

(El registro del Trofeo Ategorri es desde el año 1970)
- Campeón de Trofeo Navidad (4): 2003, 2009, 2010, 2012

(El registro del trofeo de Navidad es desde el año 2002)

## Trayectoria

### Gráfico
* Nota 1: Entre los años 1928 y 1929 se introdujeron las categorías de Primera, Segunda y Tercera División. Hasta esa fecha solo había categorías regionales que organizaba la Real Federación Española de Fútbol y la Federación Vizcaína de Fútbol (ambas se fundaron en 1913)

* Nota 2: Entre los años 1936 y 1939 no hubo liga por la Guerra Civil española

* Nota 3: Segunda B fue introducida en 1977 como categoría intermedia entre la Segunda y la Tercera División.

* Nota 4: 1ª RFEF fue introducida en 2021 como categoría intermedia entre la Segunda y la Segunda B.

* Sistema de ligas de fútbol de España

### Tabla
| Temporada     | División    | Plaza | Copa del Rey  |
| ------------- | ----------- | ----- | ------------- |
| Desde 1915/16 | Terr. Pref. | —     |               |
| Hasta 1917/18 | Terr. Pref. | —     |               |
| Desde 1918/19 | Div. Honor  | —     |               |
| Hasta 1926/27 | Div. Honor  | —     |               |
| Desde 1927/28 | Terr. Pref. | —     |               |
| Hasta 1929/30 | Terr. Pref. | —     |               |
| 1930/31       | Div. Honor  | —     |               |
| 1931/32       | 3.ª         | 3.º   |               |
| 1932/33       | 3.ª         | 3.º   |               |
| Desde 1933/34 | Div. Honor  | —     |               |
| Hasta 1935/36 | Div. Honor  | —     |               |
| Desde 1936    | Sin Liga    | —     |               |
| Hasta 1939    | Sin Liga    | —     |               |
| 1939/40       | 2.ª         | 6.º   | 16/8 de Final |
| 1940/41       | 3.ª         | 3.º   |               |
| 1941/42       | Div. Honor  | —     |               |
| 1942/43       | Div. Honor  | —     |               |
| 1943/44       | 3.ª         | 4.º   | 2.ª Ronda     |
| 1944/45       | 3.ª         | 1.º   |               |
| 1945/46       | 3.ª         | 7.º   |               |
| 1946/47       | 3.ª         | 3.º   |               |
| 1947/48       | 3.ª         | 8.º   | 3.ª Ronda     |
| 1948/49       | 3.ª         | 3.º   | 2.ª Ronda     |
| 1949/50       | 2.ª         | 14.º  | 1.ª Ronda     |
| 1950/51       | 3.ª         | 12.º  |               |
| 1951/52       | 3.ª         | 12.º  |               |
| 1952/53       | 3.ª         | 16.º  |               |
| 1953/54       | 3.ª         | 10.º  |               |

| Temporada     | División   | Plaza | Copa del Rey |
| ------------- | ---------- | ----- | ------------ |
| 1954/55       | 3.ª        | 5.º   |              |
| 1955/56       | 3.ª        | 4.º   |              |
| 1956/57       | 3.ª        | 13.º  |              |
| 1957/58       | 3.ª        | 7.º   |              |
| 1958/59       | 3.ª        | 9.º   |              |
| 1959/60       | 3.ª        | 12.º  |              |
| 1960/61       | 3.ª        | 12.º  |              |
| 1961/62       | 3.ª        | 8.º   |              |
| 1962/63       | 3.ª        | 10.º  |              |
| 1963/64       | 3.ª        | 8.º   |              |
| 1964/65       | 3.ª        | 12.º  |              |
| 1965/66       | 3.ª        | 11.º  |              |
| 1966/67       | 3.ª        | 9.º   |              |
| 1967/68       | 3.ª        | 10.º  |              |
| 1968/69       | 3.ª        | 11.º  |              |
| 1969/70       | 3.ª        | 14.º  |              |
| 1970/71       | Div. Honor | —     |              |
| 1971/72       | Div. Honor | —     |              |
| 1972/73       | Div. Honor | —     |              |
| 1973/74       | 3.ª        | 20.º  | 2.ª Ronda    |
| Desde 1974/75 | Div. Honor | —     |              |
| Hasta 1977/78 | Div. Honor | —     |              |
| 1978/79       | 3.ª        | 7.º   | 2.ª Ronda    |
| 1979/80       | 3.ª        | 6.º   | 2.ª Ronda    |
| 1980/81       | 3.ª        | 1.º   | 1.ª Ronda    |
| 1981/82       | 2.ªB       | 7.º   | 1.ª Ronda    |
| 1982/83       | 2.ªB       | 18.º  | 2.ª Ronda    |
| 1983/84       | 2.ªB       | 17.º  |              |

| Temporada     | División    | Plaza | Copa del Rey |
| ------------- | ----------- | ----- | ------------ |
| 1984/85       | 2.ªB        | 20.º  |              |
| 1985/86       | 3.ª         | 7.º   |              |
| 1986/87       | 3.ª         | 13.º  | 1.ª Ronda    |
| 1987/88       | 3.ª         | 19.º  |              |
| Desde 1988/89 | Div. Honor  | —     |              |
| Hasta 1991/92 | Div. Honor  | —     |              |
| 1992/93       | 3.ª         | 15.º  |              |
| 1993/94       | 3.ª         | 20.º  |              |
| Desde 1994/95 | Div. Honor  | —     |              |
| Hasta 2001/02 | Div. Honor  | —     |              |
| 2002/03       | Div. Honor  | 11.º  |              |
| 2003/04       | Div. Honor  | 4.º   |              |
| 2004/05       | Div. Honor  | 5.º   |              |
| 2005/06       | Div. Honor  | 10.º  |              |
| 2006/07       | Div. Honor  | 17.º  |              |
| 2007/08       | Terr. Pref. | 5.º   |              |
| 2008/09       | Terr. Pref. | 5.º   |              |
| 2009/10       | Terr. Pref. | 9.º   |              |
| 2010/11       | Terr. Pref. | 2.º   |              |
| 2011/12       | Div. Honor  | 11.º  |              |
| 2012/13       | Div. Honor  | 5.º   |              |
| 2013/14       | Div. Honor  | 2.º   |              |
| 2014/15       | 3.ª         | 18.º  |              |
| 2015/16       | Div. Honor  | 13.º  |              |
| 2016/17       | Div. Honor  | 8.º   |              |
| 2017/18       | Div. Honor  | 4.º   |              |
| 2018/19       | Div. Honor  | 10.º  |              |
| 2019/20       | Div. Honor  | 16.º  |              |

| Temporada | División   | Plaza | Copa del Rey |
| --------- | ---------- | ----- | ------------ |
| 2020/21   | Div. Honor | 6.º   |              |
| 2021/22   | Div. Honor | 3.º   |              |
| 2022/23   | Div. Honor | —     |              |

## Organigrama Deportivo

### Junta Directiva
Organigrama Club 
| Cargo          | Nombre          |
| -------------- | --------------- |
| Presidente     | Javi Dermit     |
| Vicepresidente | Jesús Carazo    |
| Secretario     | Luis D. Álvarez |

| Cargo                       | Nombre                                        |
| --------------------------- | --------------------------------------------- |
| Área Económica              | Javi Dermit Luis D. Álvarez                   |
| Área Deportiva              | Jon Amo Miguel Ángel Vázquez Rodolfo Lizundia |
| Área Social e Institucional | Jesús Carazo Sofía Beldarrain                 |
| Área Comunicación           | Jon Amo Sofía Beldarrain                      |
| Área Escuela Fútbol Base    | Mari Carmen Chimeno Aitor Correa              |

## Categorías inferiores

### Erandio "B"
El Erandio "B" es el equipo filial del Erandio Club y disputa sus partidos en Arteaga (Erandio La Campa).

### Juveniles
Para promover nuevos jugadores procedentes de la cantera, el club dispone de dos equipos de juveniles federados, cada uno en una categoría diferente: El Primera Juvenil (Txorierri) y el segundo juvenil (Ategorri).

### Cadetes e Infantiles
El club también tiene disponible equipos cadete e infantiles para promover nuevos jugadores.

## Otras Secciones Deportivas

### Equipo Femenino
El Erandio tuvo disponible desde 2002 hasta 2007 un equipo femenino y su cantera hasta que finalmente el primer equipo logró el ascenso a 1.ª Regional Vizcaína en la temporada 2006/07. En 2007 tras desvincularse de la Sociedad Deportiva Erandio Club nació el Betiko Neskak Futbol Kirol Elkartea

## Curiosidades

### Expresión¡De Aúpa el Erandio!
En Vizcaya se utiliza la expresión ¡De Aúpa el Erandio! cuando se quiere ensalzar una cosa o se quiere decir que algo es de cuidado.
- El Diccionario de la Real Academia Española tiene una definición para aúpa.

Mocedades
Esta expresión lo usó en varias ocasiones el manáger del bilbaíno grupo musical Mocedades, Emilio Santamaría (padre de Massiel).
El momento más famoso fue cuando representaron a España en Eurovisión de 1973 (XVIII Edición), que se celebró en Luxemburgo, con la canción «Eres tú».
Según Amaya Uranga (Cantante e integrante de Mocedades), Emilio Santamaría los vio tan nerviosos al salir al escenario del Teatro Municipal de Luxemburgo, que gritó desde la segunda fila y ante toda Europa un ¡Aupa el Erandio! para tranquilizarlos.. Según su hermana Izaskun Uranga en una entrevista, Emilio Santamaría al gritar ¡Aupa el Erandio! la policía se lo llevó porque pensaban que era algo en contra de Israel. Ese año fue la primera participación de Israel en el festival. A pesar de este hecho, según rememora la cantante, logró su efecto: "aquello fue como respirar". 
- Festival de Eurovisión 1973 - Completo en YouTube. Ver el minuto 23:07.
- Amaya Uranga recuerda su paso por Eurovisión 1973 en YouTube.. Entrevista a Amaya Uranga.
- Mocedades explica la historia de la canción "Eres tú" - EL PAÍS en YouTube. Entrevista a Izaskun Uranga. Ver el minuto 2:35.

Otro momento que lo usaron fue en el Musical de Mallorca (IV Edición) en mayo de 1978 desde el Auditorium de Palma.
Entre el público, de nuevo Emilio Santamaría les lanza el histórico grito de ¡Aupa el Erandio!.
- Mocedades - Más allá / Quien te cantará (mayo/1978) en YouTube. Ver el minuto 5:10.

### Ultras
El Erandio Club aun siendo un equipo pequeño llegó a tener un numeroso grupo de ultras de tipo comunista  y antifascista  que se hacía llamar KNE (Kolektibo Norte Erandio) fundado en 2008. No fue hasta el año 2012 cuando tuvo un crecimiento notable. En 2018 ante la baja asistencia este grupo desapareció.